# Deutscher und Österreichischer Alpenverein

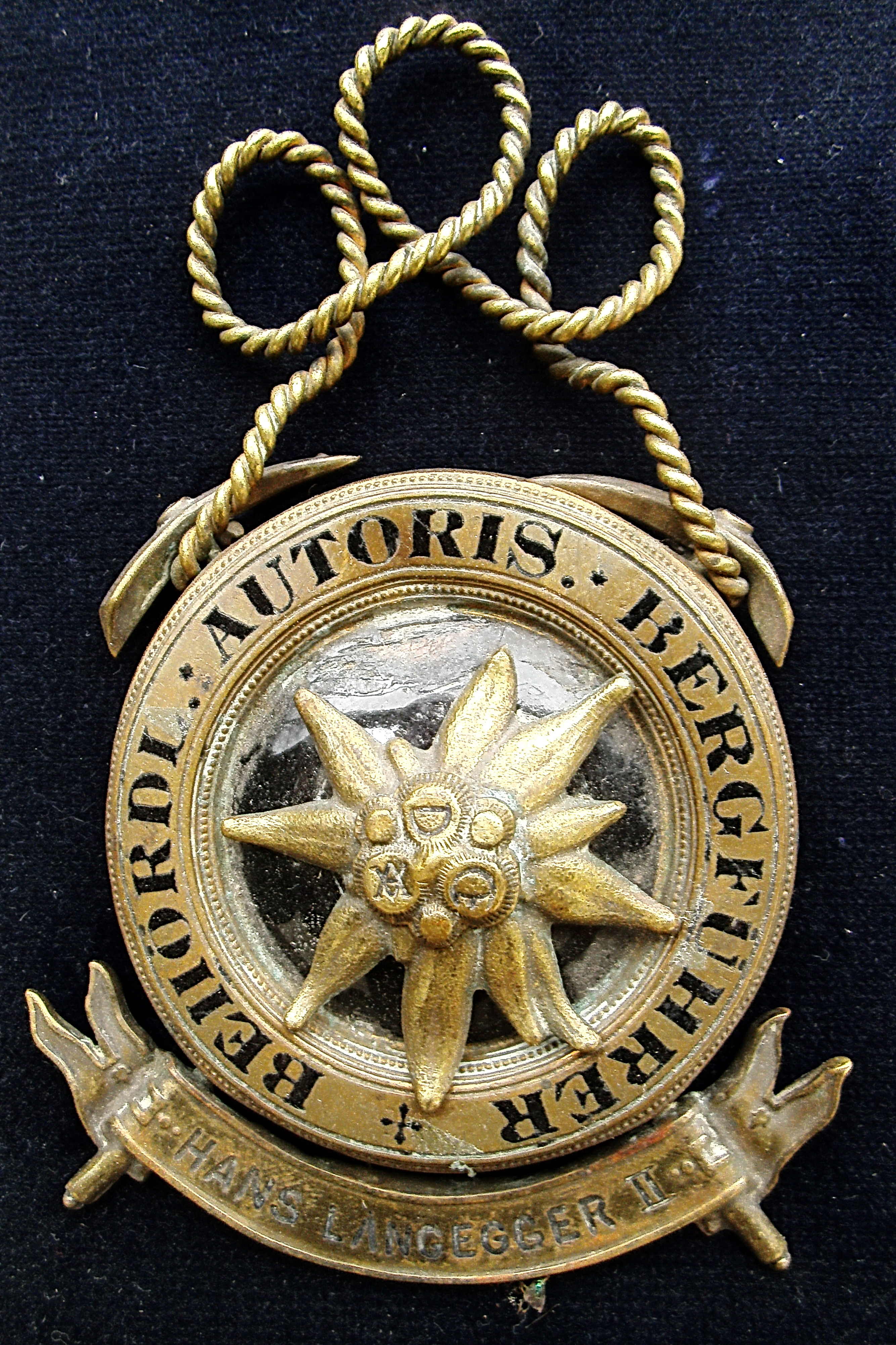
Abzeichen für Bergführer des Deutschen und Oesterreichischen Alpenvereins (1882)

Der Deutsche und Österreichische Alpenverein (DuÖAV, auch DÖAV bzw. DuOeAV) bestand von 1874 bis 1938 aus dem reichsdeutschen, dem deutsch-österreichischen und dem deutsch-böhmischen Zweig des Alpenvereins.

## Geschichte

### Entstehung
Der Oesterreichische Alpenverein (OeAV) wurde 1862 in Wien als erster Bergsteigerverband des europäischen Festlands und damit als zweitältester der Welt nach dem britischen Alpine Club gegründet. Die Gründungsversammlung fand am 19. November 1862 in der Kaiserlichen Akademie der Wissenschaften statt. Vorrangiges Ziel des Vereins war die wissenschaftliche Erforschung der österreichischen Alpen. Bei der ersten Vollversammlung zählte der Verein über 600 Mitglieder, die zu zwei Dritteln in Wien wohnten und aus der gehobenen Mittelschicht, vor allem aus dem akademischen Bildungsbürgertum stammten. Kritiker hielten dem Verein bald vor, zu wenig für die touristische Erschließung der Bergwelt zu tun und zu zentralistisch organisiert zu sein. Nach ihrer Ansicht hatten Mitglieder außerhalb Wiens so gut wie keinen Einfluss auf die Vereinspolitik. Der Versuch einiger Mitglieder, den Verein durch die Einrichtung selbstständiger Sektionen zu dezentralisieren, traf auf heftigen Widerstand im Verein und wurde ebenso blockiert, wie die Einbeziehung deutscher Gebiete.

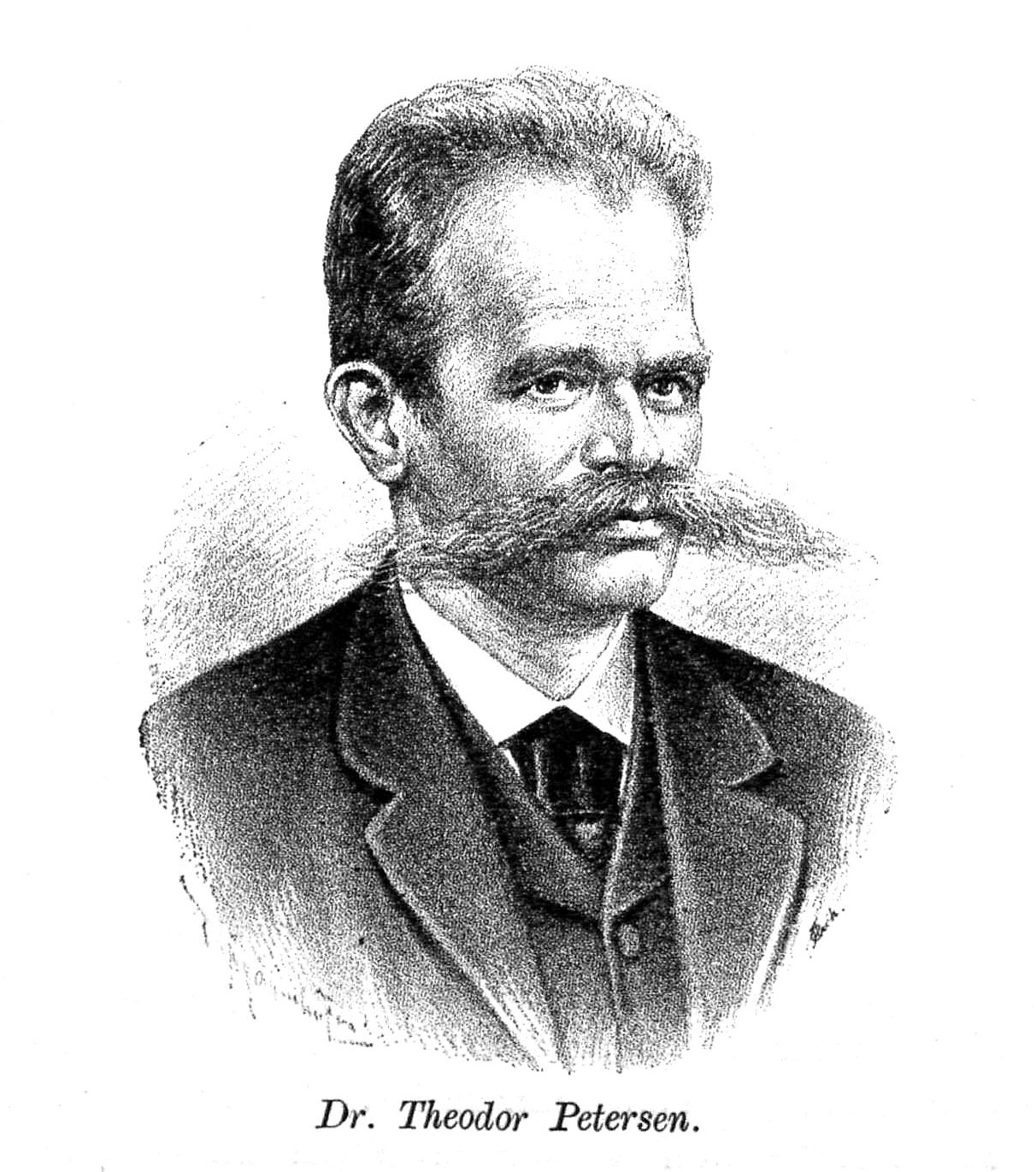
Theodor Petersen, von 1874 bis 1876 erster Präsident des DuOeAV

Unzufriedene Mitglieder des OeAV – wie der Ötztaler Kurat Franz Senn – bildeten die Keimzelle für eine neue Vereinsgründung. Am 9. Mai 1869 wurde in München der Deutsche Alpenverein (DAV) als „bildungsbürgerlicher Bergsteigerverein“ gegründet. Zwei Jahre vor der Gründung des Deutschen Kaiserreiches hatte der Begriff „deutsch“ eine umfassendere Bedeutung, wie er seit dem Deutschen Bunde verbreitet war und bezog sich nicht auf eine staatliche Zugehörigkeit. Mit dem Dachverband konstituierte sich zugleich die Sektion München als erste Sektion des DAV. Innerhalb weniger Wochen folgten die Gründungen der DAV-Sektionen Augsburg, Leipzig, Lienz, Salzburg und Wien. Bereits in der ersten Ausgabe der Vereinszeitung wurde eine Vereinigung mit dem OeAV angestrebt. 1870 zählte der DAV bereits 22 Sektionen mit über 1000 Mitgliedern.
Nach langwierigen Verhandlungen zwischen DAV und OeAV wurde 1871 in einem ersten Schritt die gemeinsame Herausgabe der Vereins-Publikationen beschlossen. Keine Einigkeit bestand zunächst über den zukünftigen Namen des neuen Vereins. Der DAV bestand auf der Beibehaltung der Bezeichnung „Deutscher Alpenverein“, während der OeAV den Namen „Centralverein für Alpenkunde“ vorschlug. 1873 kam der DAV dem OeAV entgegen und schlug auf seiner Hauptversammlung am 23. August 1873 in Bludenz vor, unter dem Namen „Deutscher und Oesterreichischer Alpenverein“ fusionieren zu wollen. Allerdings war der Vorschlag an die Bedingung gebunden, dass der OeAV mit der Sektion Wien des DAV zur Sektion Austria verschmelze und letztere dem DAV beitrete. Am 19. November 1873 stimmte der OeAV dem Vorschlag gezwungenermaßen zu, da der zentralistische OeAV im Gegensatz zu dem in Sektionen dezentralistisch strukturierten DAV im Habsburgerreich immer mehr an Bedeutung verlor. Am 1. Jänner 1874 trat die Sektion Austria dem DuOeAV bei. „Oder richtiger gesagt, ging der Oesterreichische Alpenverein in den DuOeAV auf“, wie es der Archivar des Vereins, Aloys Dreyer, in seinem 1909 erschienen Werk zur Geschichte des Deutschen und Oesterreichischen Alpenvereins bezeichnete.

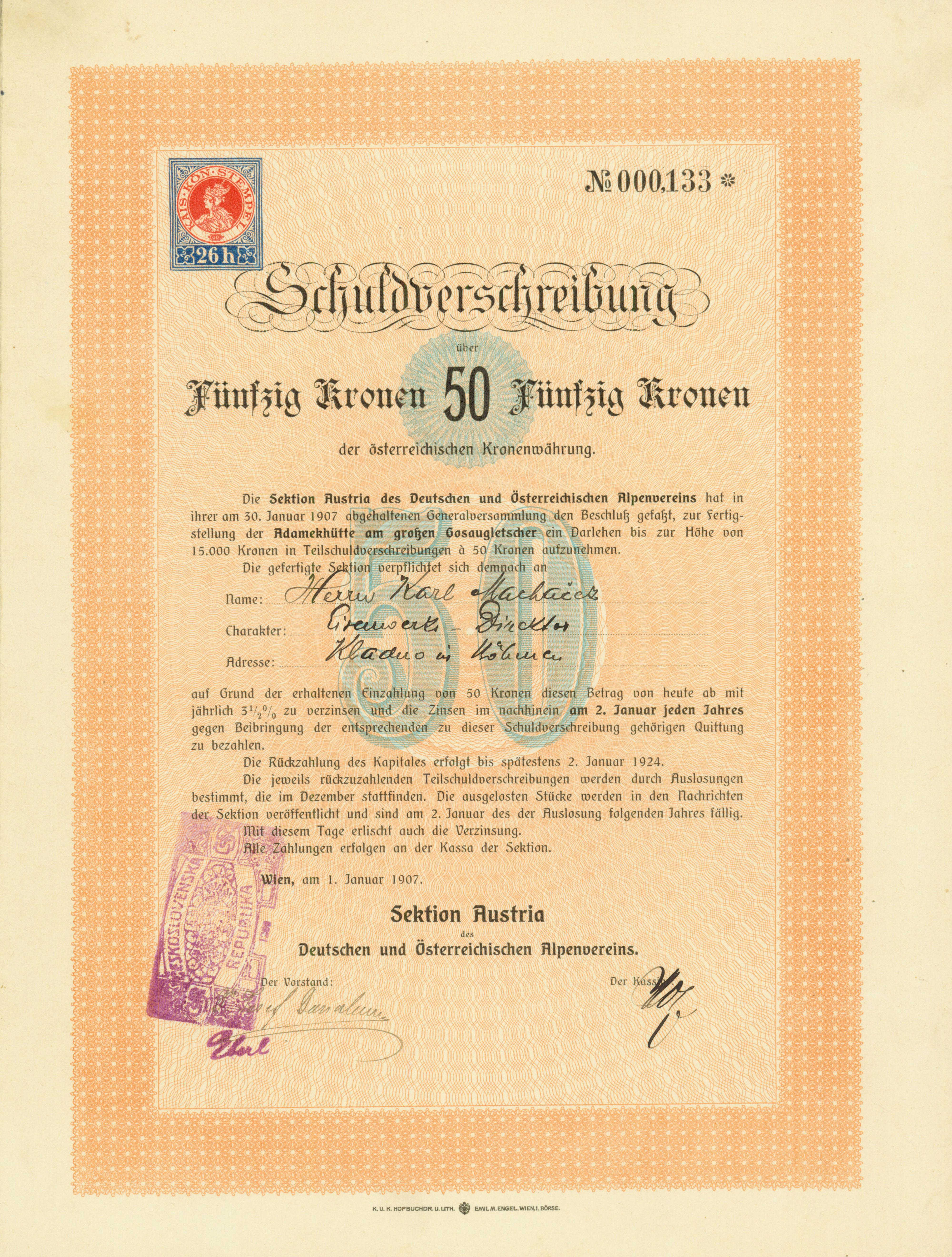
Schuldverschreibung über 50 Kronen der Sektion Austria des Deutschen und Österreichischen Alpenvereins vom 1. Januar 1907

Bei der Generalversammlung am 9. September 1876 in Bozen wurden die gemeinsamen Statuten des Deutschen und Oesterreichischen Alpenvereins verabschiedet. Der Zusammenschluss nahm die später viel beschworene Nibelungentreue um Jahrzehnte vorweg und war nach Kurt Scharr Ausdruck einer zunehmend national-chauvinistischen Tendenz. Bis zum Anschluss Österreichs 1938 war der DuOeAV die einzige bedeutende Organisation, in der die großdeutsche Lösung symbolisch umgesetzt worden war.

### Aufbau und Entwicklung bis zum Ersten Weltkrieg
Im Gegensatz zu den elitären, nur Bergsteigern vorbehaltenen Zusammenschlüssen des British Alpine Club und des Schweizer Alpen-Club, war der Beitritt beim DuOeAV nicht an irgendwelche bergsteigerische Leistungen gebunden. Der Verein war ausdrücklich kein reiner Bergsteigerverein und stand in seiner Gründungsphase prinzipiell jedem offen. Er präsentierte sich als gelehrte Gesinnungsgemeinschaft, in der naturkundliche-forschende und ästhetische Punkte im Vordergrund standen. Der postulierte gesellschaftliche Universalitätsanspruch war aber in Wirklichkeit vor allem auf das Groß- und Bildungsbürgertum beschränkt. Besonders stark vertreten waren Lehrer, die 1912 sogar eine eigene „Wiener Lehrer-Sektion“ bildeten. Nach der deutschen Reichsgründung 1871 entwickelte sich der DuOeAV innerhalb weniger Jahre zum weltweit größten Bergsteigerverein. Im Deutschen Reich und in Österreich-Ungarn nahm er eine Monopolstellung ein und behinderte die Entwicklung von Konkurrenzvereinen, die sich früher oder später als Sektionen dem DuOeAV anschlossen. Die vom Alpenverein ausgeschlossene Arbeiterschaft gründete 1895 die Naturfreunde.
Ein besonderes Gewicht maß der Alpenverein der Erschließungsarbeit in den Ostalpen zu. Durch den Bau von Schutzhütten und Wegen sowie mit Hilfe der werbewirksamen Vereinsschriften förderte der DuOeAV von Beginn an den Fremdenverkehr in den Bergen. Er schuf damit die Voraussetzungen für die Entwicklung des Alpinismus als touristisches Phänomen. Mit dem Tourismus waren wiederum neue Erwerbschancen der Bergbevölkerung verbunden, die sich im Gegenzug allerdings den Interessen des Tourismus zu unterwerfen hatten. Der Alpenverein nutzte das von seiner Erschließungsarbeit ausgehende wirtschaftliche Potential geschickt bei Verhandlungen mit Behörden und Regierungsvertretern, dominierte aber auch aufgrund seiner Mitgliederzahl den alpinen Tourismus.
Der Verein war föderalistisch ausgerichtet und in selbstständige Sektionen gegliedert. Bis zur 1908 beschlossenen und 1910 in Kraft getretenen Reform der Satzungen, stand den Sektionen ein koordinierender Zentralausschuss vor. Dem Dachverband unterlag insbesondere die Herausgabe der Vereinspublikationen. Auch wenn die Sektionen rechtlich eigenständige Körperschaften waren, bedurften Satzungsänderungen der vorherigen Genehmigung durch den Dachverband. Der Zentralausschuss entschied aber auch über die Aufnahme neuer Sektionen und führte die laufenden Geschäfte, die vor allem finanzieller Natur waren. Er wurde bis zur Statutenreform 1910 nach dem Vorortprinzip geführt. Das heißt, die Mitglieder des Ausschusses wurden aus den Mitgliedern einer einzigen Sektion rekrutiert, deren Amtszeit zuletzt auf drei Jahre beschränkt war.
Mit der Änderung der Satzung trat anstelle des Zentralausschusses der auf fünf Jahre aus den Mitgliedern einer Sektion gewählte Verwaltungsausschuss. Letzterer wurde durch einen überregionalen Hauptausschuss ergänzt, dem alle wichtigen Entscheidungen vorbehalten waren, während der Verwaltungsausschuss die laufenden Geschäfte führte. Der Vorsitzende des Hauptausschusses war zugleich erster Vorsitzender des DuOeAV, der Vorsitzende des Verwaltungsausschusses sein Stellvertreter. Ein dritter Vorsitzender wurde nach regionalen Gesichtspunkten gewählt. Mit der Einrichtung des Hauptausschusses wurde eine gewisse Kontinuität in der Vereinsleitung angestrebt. Dem 25 Köpfe starken Haupt- und dem 5 Köpfe starken Verwaltungsausschuss standen zudem diverse Beiräte zur Seite, wie der wissenschaftliche Beirat oder der Beirat für den Hütten- und Wegebau. Auf Veranlassung des wissenschaftlichen Beirats entstand beispielsweise 1891 der Gletschermessdienst.
1914 besaß der DuOeAV 407 Sektionen mit über 100.000 zahlenden Mitgliedern sowie 319 Hütten und Unterkunftshäuser in den Ostalpen.

### Erster Weltkrieg und Nachkriegszeit
Mit dem Ausbruch des Ersten Weltkrieges im Sommer 1914 wurde das Bekenntnis zur deutschen Kulturnation zum unentbehrlichen Gegenstand der Selbstdefinition des DuOeAV. Waren die Veröffentlichungen des Vereins seit seiner Gründung in lateinischen Druckbuchstaben gesetzt worden, änderte sich dies ab dem Herbst 1914. In einem offenen Bekenntnis zur deutschen Nation verkündete der Verwaltungsausschuss in den Mitteilungen vom 30. September 1914 im Geiste einer deutschen kulturellen Überlegenheit die Einführung der Bruchschrift.
Mit dem italienischen Kriegseintritt im Mai 1915 verschärften sich die Töne noch. War der DuOeAV durch den Kriegseintritt mit seinen zahlreichen Hütten in unmittelbarer Frontnähe doch empfindlich getroffen worden. Der Kampf gegen den Irredentismus gewann politisches Oberwasser und die 1872 im italienischsprachigen Teil Tirols gegründete Società degli Alpinisti Tridentini (SAT) wurde auf Betreiben des DuOeAV aufgelöst. Nach der Auflösung der SAT Anfang 1916 gründete die DuOeAV-Sektion Trient die Sektion Welschtirol, die im Einvernehmen des Hauptausschusses das Vermögen der SAT einschließlich ihrer Hütten übernahm. Immer mehr rückte der Krieg als Rassenkampf und Kampf der Kulturen in den Vordergrund. In seinen Publikationen verbreitete der DuOeAV den Mythos vom Verrat Italiens und rief seine Mitglieder dazu auf, gegen die Verwelschung Deutsch Südtirols anzukämpfen.
Durch die Enteignung der nach Ende des Ersten Weltkrieges nun auf italienischem Staatsgebiet liegenden 78 DuOeAV-Hütten erhielt die politische Radikalisierung des Vereins einen weiteren Aufschwung. Sie wurde schließlich zur Triebfeder einer wachsenden Intoleranz gegenüber allem Nicht-Deutschen im DuOeAV. Weitere 12 Hütten gingen durch Enteignung im Königreich der Serben, Kroaten und Slowenen verloren. In Slowenien, im Elsass und in Polen wurden die DuOeAV-Sektionen aufgelöst oder lösten sich von selbst auf. Die nach dem Krieg in der Tschechoslowakei liegenden Sektionen mussten sich vom DuOeAV formell lösen, um nicht aufgelöst zu werden, und bildeten selbstständige Deutsche Alpenvereine.
In der ersten Nachkriegshauptversammlung 1919 in Nürnberg wurden die sogenannten „Nürnberger Leitsätze“ verabschiedet. Sie waren von der Sektion Bayerland ausgegangen und stellten einen Schritt zur weiteren Politisierung des Alpenvereins dar. Im Mittelpunkt stand das Anliegen, dass das Bergsteigen nach den Umwälzungen des Ersten Weltkrieges als Mittel zur Wiederherstellung der „sittlichen Kraft des Deutschen Volkes“ zu dienen habe. Noch keine Mehrheit der Delegierten fand dagegen die Forderung, die bis dahin ungebremste Erschließungsarbeit des Vereins einzudämmen sowie nur noch Bergsteiger aufzunehmen. Die Ablehnung der letzten Punkte führte dazu, dass sich 1920 ein Interessenverband mit ähnlich denkenden Sektionen bildete, der sich dieser Punkte annahm. Bereits zwei Jahre später einigte man sich auf der Hauptversammlung des DuOeAV in Bayreuth in den sogenannten „Bayreuther Beschlüssen“ auf einen Kompromiss. Letzterer sah vor, nur noch in Ausnahmefällen neue Hütten zu errichten und besonders schützenswerte und bislang unberührt gebliebene Gebiete in Schutzgebiete umzuwandeln.
Der Kompromiss war nicht nur durch die wirtschaftliche Not der Nachkriegszeit bedingt, sondern spiegelte auch den damaligen Zeitgeist einer Rückbesinnung zur Natur wider. Auch wenn man noch nicht gänzlich auf den Neubau von Hütten verzichtete, war man sich zumindest darin einig, dass der Komfort auf den Hütten auf das Nötigste zu reduzieren sei. Gegebenenfalls sollte Komfort auch zurückgebaut werden, um Nicht-Bergsteiger abzuschrecken. Damit reagierte man auf den Massenansturm, der in den 1920er Jahren zu viel beklagten überfüllten Hütten geführt hatte. Auf der Hauptsammlung in Bad Tölz wurde 1923 mit den „Bad Tölzer Richtlinien“ ein spartanischer Hüttenbetrieb auf den DuOeAV-Hütten beschlossen, was sich z. B. in der Bevorzugung von Matrazenlagern statt Zimmern, einfachem Essen oder festgesetzter Nachtruhe äußerte. Zudem sprach man sich für ein vollkommenes Werbeverbot für Hütten aus. Weitere Richtlinien sollten unter anderem das Anlegen von neuen Wegen verhindern. Auf der Hauptversammlung 1925 in Innsbruck mussten nach heftigen Diskussionen Teile der Bad Tölzer Richtlinien abgeändert werden. So sollten bereits überlaufene Gebiete von den Beschränkungen jeglicher Art wieder ausgeschlossen werden und solche allein auf das Hochgebirge beschränkt bleiben. Die weitere Erschließung der Ostalpen durch den Bau neuer Hütten wurde durch die Richtlinien allerdings nicht wirklich beeinträchtigt. Erst die Weltwirtschaftskrise und die Tausend-Mark-Sperre brachten den Hüttenbau schließlich vollkommen zum Erliegen.
Auf der Hauptversammlung 1927 in Wien wurde erstmals der Naturschutz in den Satzungen des Alpenvereins verankert. Offiziell aufgenommen wurde als Vereinszweck auch der Betrieb der bereits seit Beginn des 20. Jahrhunderts bestehenden Vereinsbibliothek und des Vereinsmuseums in München sowie die Pflege des alpinen Skilaufs. Aufnahme in die Satzungen fand aber auch die Formulierung zur „Liebe zur deutschen Heimat“. Dahinter verbarg sich eine verstärkt deutsch-völkische, revanchistische Ausrichtung des Vereins.
Bestimmt war die politische Debatte nach 1918 von verschiedenen Themen. Zu Beginn der 1920er Jahre nahm die heftig geführte Diskussion um die Einführung eines Arierparagraphen eine zentrale Rolle ein. Kontrovers diskutiert wurde der Vorschlag, Vereinsmitglieder von ehemaligen Feindstaaten auszuschließen. Fast einhellig war man sich dagegen in der Frage der sogenannten Gemeinschaft aller Deutschen, die konkret mit dem Vorschlag des Anschlusses der Republik Österreich an das Deutsche Reich ihren Ausdruck fand. Besonders Gehör fand bei den Mitgliedern die Lage in dem vom Königreich Italien einverleibten deutschsprachigen Südtirol. Führungsgremien, wie der Verwaltungsausschuss in Innsbruck, riefen die Sektionen im Geheimen zu Unterstützungsaktionen der von der Italianisierung bedrohten Südtiroler Bevölkerung auf. Die Sektionen sollten Patenschaften mit Südtiroler Dörfern eingehen und nach dem 1923 vom faschistischen Bildungsminister, Giovanni Gentile, ausgesprochenen Verbotes des deutschsprachigen Unterrichts, deutschsprachige Schulbücher, Zeitungen und Zeitschriften stiften. Auf Sektionsebene gab es weitere Aktivitäten, die das großdeutsche Bekenntnis des Vereins stärkten.

### Auflösung und Entwicklung nach dem Zweiten Weltkrieg
Der DuÖAV, der von 1933 bis 1937 seinen Sitz in Stuttgart hatte, konnte sich durch seine zwischenstaatliche Stellung dem direkten Zugriff des Nationalsozialistischen Reichsbundes für Leibesübungen (NSRL) vorerst entziehen. 1938 nach dem Anschluss Österreichs und des Sudetenlandes wurde der DuÖAV, jetzt nur noch Deutscher Alpen Verein (DAV) als Fachverband Bergsteigen in den NSRL eingegliedert. Arthur Seyß-Inquart wurde Vereinsführer. Nach Kriegsende wurde der Verein aufgelöst.
1945 wurde der Österreichische Alpenverein (OeAV) neu gegründet, die Wiedergründung des Deutschen Alpenvereins (DAV) erfolgte 1950 durch die „Zwölf Apostel“ in Würzburg. Der OeAV verwaltete noch bis 1956 das Vermögen und den Grundbesitz (Hütten) der reichs- bzw. bundesdeutschen Sektionen des DAV treuhänderisch, die Rückgabe erfolgte ab 1952 und fand 1956 den Abschluss.
Die Vereine ÖAV und DAV sowie der AVS (Alpenverein Südtirol) bezeichnen sich heute als befreundet (verbunden durch das Edelweiß als gemeinsames Symbol) und arbeiten eng zusammen. Sie und der Liechtensteiner Alpenverein, der 1909 als Sektion Liechtenstein des DuOeAV gegründet wurde, sind (wie auch die meisten anderen europäischen alpinen Verbände) Mitglieder des multilateralen Abkommens Gegenrecht auf Hütten.

## Antisemitismus

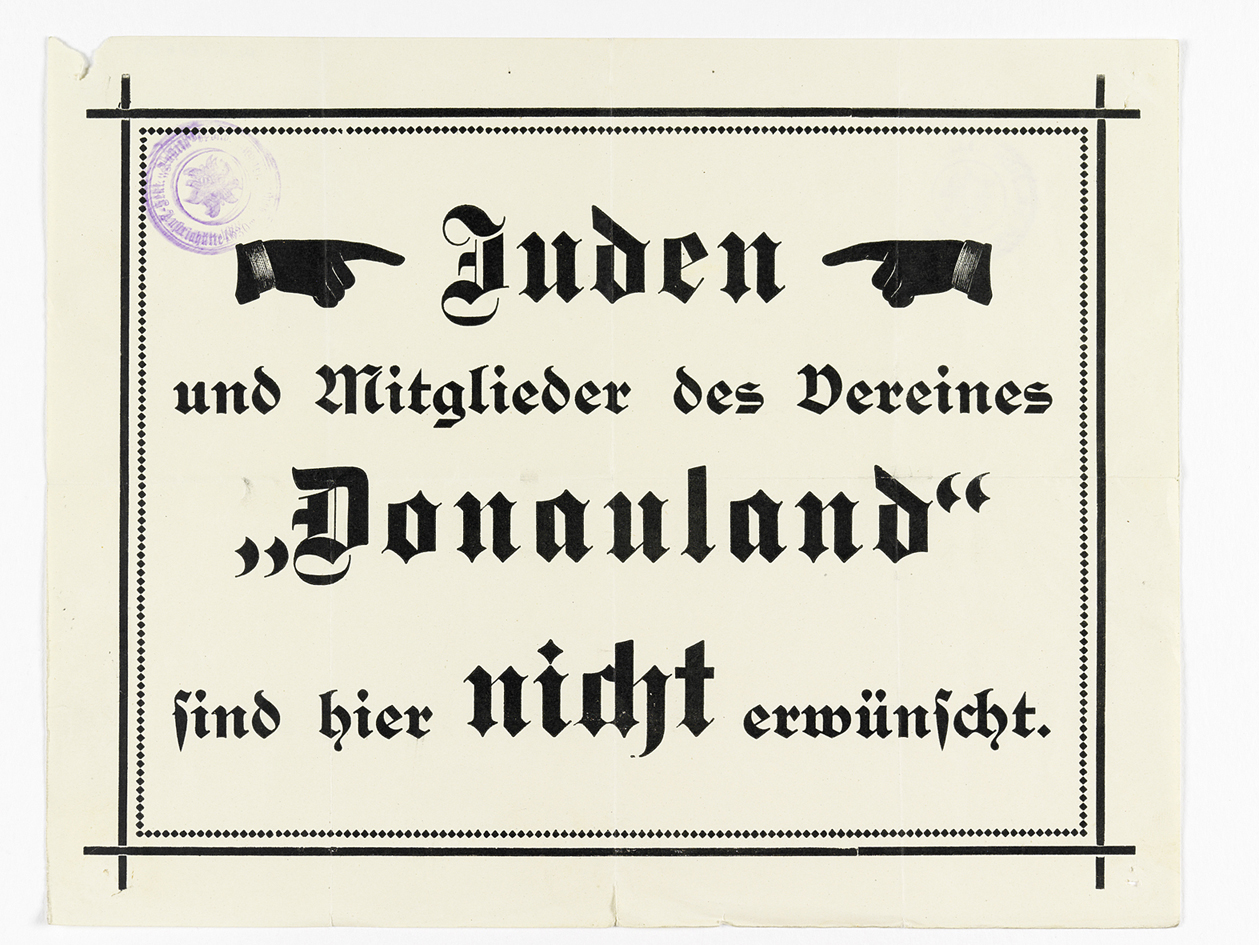
Antisemitisches in den DuOeAV-Hütten angebrachtes Plakat gegen die Sektion Donauland

Jüdische Bergsteiger und Kletterer machten früh auf sich aufmerksam und trugen wesentlich mit zur Entwicklung des Alpinismus und zum Aufbau der alpinen Vereine bei. Zu nennen sind beispielsweise die Gebrüder Max und Guido Mayer, der aus einer jüdischen Küschnerfamilie stammende Geograph und Ostalpenpionier Gottfried Merzbacher, der Arzt Dr. Alfred Dessauer – unter anderem Erfinder der „Touring-Taschen-Apotheke“ – Fritz Pflaum und der Pionier der Freikletterei Paul Preuß, einer der besten Kletterer seiner Zeit. Rudolf Reiff und Viktor Frankl aus Wien gehörten ebenfalls zur aktiven Spitzengruppe der Alpinisten. Aber auch Künstler wie Gustav Mahler und Arthur Schnitzler setzten sich in ihren Werken mit den Bergen auseinander und beeinflussten das allgemeine Verständnis der Bergwelt. Mit seinen Kaukasus- und Tian-Shan-Expeditionen trug der Bayerländer Merzbacher zur Etablierung des Expeditionsbergsteigens im Alpenverein bei. Andere traten als Funktionäre hervor. Der angesehene Wiener Geologe Eduard Suess gehörte zu den Gründungsvätern des Oesterreichischen Alpenvereins. Josef Donabaum war lange Jahre Präsident der Sektion Austria. In seiner Amtszeit zählte die Sektion Austria etwa 2000 Mitglieder jüdischer Herkunft, was rund einem Drittel der Gesamtmitgliederschaft entsprach.
Der Alpenverein blieb bereits wenige Jahrzehnte nach seiner Gründung nicht unbeeinflusst vor gesellschaftlichen Entwicklungen, die die Zugehörigkeit zur deutschen Kultur verstärkt über „Rasse“ und Antisemitismus festlegten. Dabei war der Umgang mit dem Antisemitismus im DuOeAV stark von der besonderen Struktur des Vereins geprägt. Der Dachverband widersetzte sich zwar bis nach dem Ende des Ersten Weltkriegs gegen die Einführung eines Arierparagraphen, konnte aber nicht verhindern, dass die rechtlich eigenständigen Sektionen die Aufnahme von Mitgliedern nach eigenem Gutdünken regelten. Eine Rolle spielte auch, dass der Dachverband sich nicht weiter in das Eigenleben der Sektionen einmischen wollte. Nach Hanno Loewys Urteil blieb der Antisemitismus im Alpenverein bis zum Ende des Ersten Weltkrieges aber insgesamt eine Randerscheinung.

### Entwicklung bis zum Ersten Weltkrieg
Einen ersten Vorstoß, einen Arierparagraphen in die Satzungen einzuführen, unternahm 1891 die Akademische Sektion Graz, was vom Zentralausschuss allerdings abgelehnt wurde. Die offizielle Ablehnung wurde daraufhin von der Sektion umgangen, in dem sie sich den Namenszusatz „deutsch-akademisch“ gab. Was 1891 noch misslang, gelang 1899 der Sektion Mark Brandenburg. Da die Sektion ihre antisemitischen Motive dem Dachverband bewusst verschleierte, wurde die Satzung der neu gegründeten Sektion vom Zentralausschuss abgesegnet. In ähnlicher Weise verhielt es sich 1905 mit der Sektion Hohenzollern. Die 1905 aus dem antisemitischen Turnverein „Mariahilf“ hervorgegangenen Sektion Wien wurde dagegen ausdrücklich als antisemitische Sektion gegründet. Die gegen die Sektion Austria gerichtete Sektion, hielt in ihrem Statut fest, dass „nur ausübende Bergsteiger arischer, germanischer Abstammung“ Mitglieder werden können. Die Austria protestierte, aber der Dachverband mit Sitz in Innsbruck nahm die offen judenfeindliche Sektion Wien auf.
Nach der Satzungsänderung des DuOeAV 1910 konnte der neue Hauptausschuss bis 1919 die Einführung des Arierparagraphen verhindern. Die noch vor dem Ersten Weltkrieg in dieser Richtung von der Akademischen Sektion München, von der Sektion Germania und von der Sektion Linz gemachten Anträge wurden allesamt abgewiesen. Der scheidende Vorsitzende des Verwaltungsausschusses und vormaliger Erster Vorsitzender des DuOeAV, Otto von Pfister, mahnte 1911 auf seiner Abschiedsrede sogar vor der nationalistisch-völkischen Politisierung des Vereins. Die Befürworter des Arierparagraphen strebten dagegen an, mit einer Übernahme in die Statuten die eindeutige antisemitische Position des Vereins außer Zweifel zu lassen.

### Einführung des Arierparagraphen
Auf Antrag der Sektion Villach und trotz teilweisen Widerstandes des Hauptausschusses entschied man Ende 1919, Satzungsänderungswünschen der Sektionen in Zukunft kein Hindernis in den Weg zu legen. Die Befürworter argumentierten, dass damit öffentliche Diskussionen in der Frage vermieden würden. Im Mai 1920 reichten die Sektionen Villach und Graz erste Anträge für die Einführung eines Arierparagraphen ein, denen der Hauptausschuss zustimmte. Zahlreiche Sektionen folgten dem Beispiel, selbst wenn der Großteil von ihnen keine Juden als Mitglieder aufweisen konnten. Allein in Österreich sollten 89 % der Sektionen einen Arierparagraphen übernehmen.
In Wien blieb zunächst nur die Sektion Austria vor einem entsprechenden Zusatz in ihrer Satzung verschont. Letztere besaß einen liberalen Vorstand und einen hohen Anteil jüdischer Mitglieder. Als es 1921 zu einem Wechsel im Vorstand kam, nutzten die wenigen Antisemiten im Verein den Abschied des liberalen Präsidenten Josef Donabaum, um sich neu zu positionieren. Neben dem antisemitischen Stellvertreter Anton Baum fand nun der bekannte Alpinist Eduard Pichl Aufnahme in der Sektion. Pichl, ein Anhänger Georg von Schönerers, fand seinerseits Unterstützung bei Walter Riehl, dem Führer der Deutschen Nationalsozialistischen Arbeiterpartei (DNSAP).
Durch den Zustrom von Juden aus den ehemals habsburgischen Gebieten in Osteuropa, vor allem aus Galizien, die infolge des Vertrages von Saint-Germain die österreichische Staatsbürgerschaft beantragen konnten, hatte sich das antisemitische Klima in Wien weiter aufgeheizt. Pichl nutzte das für seine diffamierende Stimmungsmache aus. Er warnte vor einer Überschwemmung der Bergwelt durch das proletarische Ostjudentum. Zu seiner Unterstützung malte Riehl das Schreckensbild von Kaftanträgern am Gipfel des Großglockner. Trotzdem wurde zunächst nicht die nötige Dreiviertelmehrheit bei der Abstimmung zur Einführung des Arierparagraphen gefunden. Allerdings wurde bei der anschließenden Vorstandswahlen im Februar 1921 Eduard Pichl zum Ersten Vorsitzender und Walter Riehl zum Dritten Vorsitzender der Sektion Austria gewählt.

### Die Donaulandaffäre
Als Reaktion auf die Wahl Eduard Pichls zum Ersten Vorsitzenden traten Juden und Liberale in großer Zahl aus der Sektion Austria aus und beantragten beim Dachverband die Gründung der Sektionen Donauland und Ostmark. Den Gründungsantrag der Sektion Donauland, in der sich die aus der Sektion Austria ausgetretenen jüdischen Mitglieder sammelten, betrachteten die antisemitischen Sektionen in Wien als Affront. Man drohte dem Hauptausschuss mit der Spaltung des Alpenvereins, falls dem Antrag zugestimmt werde. Wortführer des völkischen Protestes war der Austria-Vorsitzende Pichl. Bei der Hauptversammlung des DuOeAV zu Pfingsten 1921 stimmte der Hauptausschuss mit knapper Mehrheit für die Aufnahme in den Dachverband. Dagegen hatten vor allem die Ausschussmitglieder der österreichischen Sektionen gestimmt. Lediglich die Österreicher Josef Donabaum, Johann Stüdl und Raimund von Klebelsberg stimmten dafür.
Von dem Beschluss überrascht, kündigten die Gegner um Pichl ihren Widerstand gegen die Entscheidung an. Sie weigerten sich, die Sektion Donauland als gleichberechtigt anzuerkennen, und stellten einen Misstrauensantrag gegen den Hauptausschuss. Der Hauptübeltäter war in ihren Augen Josef Donabaum gegen den eine Diffamierungskampagne gestartet wurde. Nachdem ein Vermittlungsversuch des Münchner Ortsausschusses gescheitert war, zog man den Antrag erst auf der anschließenden Hauptversammlung in letzter Minute zurück, als sich keine Mehrheit für das Misstrauensvotum abzeichnete.
Im Oktober 1921 wurde der Einführung des Arierparagraphen mit nur 46 Gegenstimmen von den Mitgliedern der Sektion Austria schließlich zugestimmt. Zu diesem Zeitpunkt gehörte die Sektion bereits zusammen mit weiteren 18 Sektion Ostösterreichs dem Verband der Wiener und niederösterreichischen Sektionen an. Letzterer verweigerte satzungswidrig Donauland-Mitgliedern die Hüttenbegünstigung auf ihren Vereinshütten. Der Weigerung verlieh man mit einem entsprechenden Plakat Ausdruck. Die Aufforderung des Dachverbandes, die Plakate auf den Hütten zu entfernen, nahm er zur Kenntnis, kam ihr aber nicht nach. Pichl nutzte die plakative Agitation erneut aus, um seine Forderungen durchzusetzen. Vor der Hauptversammlung 1922 versprach er, die Plakate abzunehmen, falls der Hauptausschuss die Sektion Donauland vom DuOeAV ausschließe, was der Dachverband allerdings ablehnte. Daneben agitierten die Antisemiten gegen den Hüttenbau der Sektion Donauland und gegen die Aneignung eines Arbeitsgebietes. 1922 gelang es ihnen auf diese Weise, den Bau einer Donauland-Hütte auf dem Nassfeld in Kärnten zu verhindern.
1922 schlossen sich auf Betreiben von Pichl die meisten österreichischen und einige Münchner Sektionen zum Deutsch-Völkischen Bund zusammen, um ihren Forderungen nach einem Ausschluss der Donauländer Nachdruck zu verleihen. In der Folge kam es zu zermürbenden Debatten auf den Hauptversammlungen des Alpenvereins in Bayreuth 1922 und Bad Tölz 1923, ohne dass der Hauptausschuss von seiner Linie abwich. Auch eine nötige Zweidrittelmehrheit für eine Satzungsänderung und den damit verbundenen Ausschluss der Donauländer fand sich nicht. Allerdings zeigten sich erste Riße im Dachverband und es tauchte die Frage auf, ob es nicht angebracht wäre, dass die Sektion Donauland freiwillig aus dem DuOeAV ausscheide. Vertreter der Sektion Donauland gaben jedoch zu verstehen, dass sie einer Aufforderung zum Austritt nicht Folge leisten würden. Aus nicht ganz geklärten Gründen einigten sich Befürworter und Gegner eines Ausschlusses schließlich auf einen Kompromiss, um damit „Schlimmeres vom Verein“ abzuwenden. Nach Raimund von Klebelsberg sollte mit dem Kompromiss eine Spaltung des Vereins verhindert werden. Möglicherweise wollte der Dachverband mit dem kleineren Übel ein größeres verhindern und opferte die Sektion Donauland, um eine antisemitische Mehrheit in der Vereinsleitung zu verhindern. Als Gegenleistung versprach Pichler und seiner Anhängerschaft, für die nächsten acht Jahre weder Anträge auf die Einführung eines Arierparagraphen im Gesamtverein stellen noch dafür werben zu wollen, und zugleich den Deutsch-Völkischen Bund aufzulösen. Am 14. Dezember 1924 wurde die Sektion Donauland auf einer außerordentlichen Hauptversammlung des DuOeAV ausgeschlossen. 89,7 % der Delegierten hatten für den Ausschluss gestimmt. Zu diesem Zeitpunkt hatten bereits 96 von 100 österreichischen Sektionen einen Arierparagraphen in ihren Satzungen eingeführt. Bei den reichsdeutschen Sektionen waren Arierparagraphen dagegen eine Ausnahme.
Der Ausschluss wurde nicht kritiklos hingenommen und blieb nicht ohne Folgen für den Alpenverein. Aus Protest gründeten 1925 Mitglieder der Sektion Berlin den „Deutschen Alpenverein Berlin“, der nicht dem DuOeAV angehörte. Münchener Mitglieder nahmen wiederum die ausgetretenen Berliner zum Vorbild und sammelten sich ab 1927 im „Süddeutschen Alpenverein“. Beide Vereine schlossen sich dem nun selbstständigen Alpenverein Donauland an. Infolge des Ausschlusses der Sektion Donauland wurde der DuOeAV insbesondere in der reichsdeutschen Bevölkerung als antisemitisch abgestempelt und als Vorreiter der antisemitischen Bewegung angesehen. Der Versuch, mit dem Ausschluss das unpolitische Bild des Alpenvereins aufrechtzuerhalten, hatte sich damit in das Gegenteil verkehrt.
Der Donauland-Kompromiss blieb über die Machtergreifung hinaus bestehen. Erst nach dem Anschluss Österreichs wurde im nun gleichgeschalteten Deutschen Alpenverein ein Arierparagraph in die Einheitssatzungen aufgenommen. In Österreich hatten bis dahin nur die DuOeAV-Sektionen Bludenz, Köflach, Badgastein und Reichenau keinen derartigen Passus in ihren Satzungen eingeführt.

## Frauen im DuOeAV

Eleonore Noll-Hasenclever, Mitglied der Sektion Frankfurt am Main des DuOeAV

Frauen waren seit der Gründungszeit im Oesterreichischen und in den meisten Sektionen des Deutschen Alpenvereins als ordentliche Mitglieder vertreten. 5 Jahre nach der Gründung des DAV waren 2 % der Mitglieder weiblich. Bis zum Ersten Weltkrieg betrug der Frauenanteil im DuOeAV um die 5 %. Lediglich in der Sektion Prag gab es mit 9 % einen höheren Frauenanteil.
Es gab allerdings auch Sektionen, die keine Frauen aufnahmen. Solche Sektionen fanden sich gehäuft in Norddeutschland, darunter beispielsweise die meisten Berliner Sektionen. Der Antrag zur Gründung einer Damensektion Berlin wurde noch 1912 vom Verwaltungsausschuss des DuOeAV abgelehnt. In Süddeutschland und Österreich wurden dagegen Frauen in jenen Sektionen nicht aufgenommen, deren Zutritte mit Leistungsnachweisen verbunden waren. Diese elitären Bergsteigerzirkel waren nur Männern vorbehalten. Da nur in den wenigsten Statuten der Sektionen der Ausschluss von Frauen festgehalten ist, lässt sich nicht genau festlegen, wie viele Sektionen Frauen nicht aufnahmen.
Trotz Vorbehalten zeichneten sich weibliche Vereinsmitglieder alpinistisch aus. So beispielsweise die seit 1902 der Sektion Frankfurt am Main angehörende Eleonore Noll-Hasenclever, die als einer der bedeutendsten Bergsteigerinnen ihrer Zeit gilt. Bereits 1877 hatte die ebenfalls der Sektion Frankfurt zugehörige Anna Voigt als erste deutsche Alpinistin das Matterhorn bestiegen. Als bergsteigende Frau galt sie als absolute Exotin in ihrer Sektion. Allerdings diskutierte man noch 20 Jahre nach ihrem Beitritt, ob Frauen zu geselligen Vereinsabenden zugelassen werden sollten.
Die Rolle der Frau im Deutschen und Oesterreichischen Alpenverein spiegelte die Rolle der Frau in der damaligen Gesellschaft wider. Obwohl Alpinistinnen erwähnenswerte Besteigungen gelangen, führten sie im Verein nur ein Schattendasein. Ihre bergsteigerischen Leistungen wurden bestenfalls kleingeredet. In den Vereins-Mitteilungen wurden von Frauen bestiegene Berge herabwürdigend als „Damenberg“ und Frauen als „alpinistische Leichtgewichte“ bezeichnet. Um den Ruf eines Berges und die Leistungen männlicher Bergsteiger nicht in Frage zu stellen, ging man sogar so weit, Bergsteigerinnen als Ausnahmen von der Regel zu erklären, wenn ihnen eine besondere alpinistische Leistung gelang. Ihre abwertende Gradmesserfunktion verloren sie erst um die Jahrhundertwende.
Die zunehmende Popularität des Frauenbergsteigens zu Ende des 19. Jahrhunderts wirkte sich wahrscheinlich indirekt auch auf den Alpenverein aus. Nach Günther weisen zumindest Indizien darauf hin. So kamen ab 1906 auch Ehefrauen und Töchter von Alpenvereinsmitgliedern in den Genuss der Hüttenvergünstigungen. Ehefrauen, Töchter und Schwestern von männlichen Vereinsmitgliedern waren auch die Mitgliedersegmente, aus denen sich die meisten weiblichen Vereinsmitglieder rekrutierten. Traten vor dem Ersten Weltkrieg eher Lehrerinnen und Künstlerinnen in den Alpenverein ein, waren es später vermehrt Akademikerinnen, Sekretärinnen, kaufmännische Angestellte und Damenschneiderinnen. Der Anteil der beschäftigten Frauen im Verein war sogar höher als in der Gesellschaft.
Abgesehen von einigen Aufsätzen über ihre alpinistischen Unternehmungen und über frauenspezifische Themen des Alpinismus wurden Frauen auch in der Vereinszeitschrift kaum wahrgenommen. So ging man in einem 1912 erschienen Artikel der Frage nach, was die richtige Bekleidung und Ausrüstung der „Hochturistin“ sei.
Der Erste Weltkrieg wurde auch im DuOeAV als Vater der Frauenemanzipation angesehen. Mit dem einhergehenden gesellschaftlichen Wandel änderte sich die Frauenpolitik des Vereins einschneidender. Von einer allgemeinen Gleichberechtigung im Verein war man allerdings noch weit entfernt und die zunehmende Liberalisierung wurde in den Sektionen zum Teil nicht widerstandslos hingenommen. So wurde auch nach 1918 der Frauenanteil durch per Satzung aufgelegte Aufnahmebeschränkungen beschränkt. In der Sektion Berlin durften beispielsweise nur 25 % der Mitglieder weiblichen Geschlechts sein. Der Frauenanteil im Verein war aber seit dem Ersten Weltkrieg wesentlich stärker angewachsen. In der Sektion München traten beispielsweise während des Krieges zeitweise mehr Frauen als Männer ein. Erste verlässliche Zahlen über den Anteil der Frauen unter den Alpenvereinsmitgliedern gibt es allerdings erst nach einer 1935 durchgeführten ersten Mitgliedererhebung. Danach lag der Frauenanteil bei 23,5 %, wobei Frauen in den deutschen Sektionen unterdurchschnittlich mit 19 % und in den österreichischen Sektionen überdurchschnittlich mit knapp 32 % vertreten waren. In den tschechischen Sektionen lag er bei 28 %. 29 deutsche und fünf österreichische Sektionen verweigerten Frauen auch 1935 noch die Aufnahme.
Eine gleichberechtigte Stellung der Frau als selbständige Bergsteigerin wurde auch nach dem Krieg in Zweifel gezogen. Frauen rückten nach dem Krieg in das Interesse des Vereins, sofern ihre Präsenz in den Bergen die geltenden Moralvorstellungen störte. Mit ihrem Vordringen käme es zu einem Verfall der Sitten. Gemischtgeschlechtliches Bergsteigen geriet in die alpinistische Sittenkritik. Angebliche erotische Hüttenumtriebe landeten 1923 sogar auf der Tagesordnung der Hauptversammlung. Laut Antrag des Hauptausschusses seien Liebespaare aus den Alpenvereinshütten auszuschließen. Der alpinistische Sittlichkeitsdiskurs klagte nicht nur den moralischen Verfall am Berg und den moralischen Niedergang der Weimarer Republik an, sondern war zugleich eine Klage über die Vermischung von Geschlechtergrenzen. Die Frau als Bergsteigerin wurde nur akzeptiert, wenn sie auch auf dem Berg eine Mutterrolle einnahm, zuständig für Motivierung, Fürsorge und Trost. Ab den 1920er Jahren schob man dann zunehmend völkisch-nationalistische Argumente vor. Als bergsteigende Erzieherin zukünftiger Generationen sollten Frauen ihren Beitrag für eine gesunde und starke deutsche Nation leisten.
In den Vorständen der Sektionen bildeten Frauen in der Zwischenkriegszeit nach wie vor eine Ausnahme. Bis in die Ausschüsse des Dachverbandes des DuOeAV drangen sie nie vor. Selbst in den nach 1945 gegründeten Nachfolgevereinen waren ihnen Funktionen in der Vereinsleitung lange Zeit vorenthalten.